# فيكتورين تشاستيناي
فيكتورين تشاستيناي (11 أبريل 1771– 9 مايو 1855) هي كاتبة وكاتبة مقالات ومترجمة وكاتبة مذكرات فرنسية ("كاتبة تذكارية" فرنسية). وهي تعرف باسم فيكتورين دي تشاستيناي.

## سيرة شخصية
ولدت بـسم لويز ماري فيكتوار دي تشاستيناي في يوم 11 أبريل 1771 في باريس وتوفيت في 9 مايو 1855 في شاتيلون سور سين ( كوت دور ). كانت ابنة الطبقة العليا الفرنسية، أبوها هو الكونت إيرارد لويس جاي دي تشاستيناي لانتي و أمها كاثرين دي هيربوفيل، ابنة ماركيز دي هيربوفيل. ولد شقيقها هنري لويس تشاستيناي عام 1772
أمضت طفولتها في باريس.و تلقت مستوى عالٍمن التعليم والرعاية لشابة في ذلك الوقت. وأخذت "بالقواعد والرياضيات والهندسة والجبر والعلوم الفيزيائية والطبيعية والأساطير والجغرافيا واللاتينية والألمانية والإنجليزية والإسبانية والإيطالية والموسيقى، دون إهمال الرسم أو الرقص". 

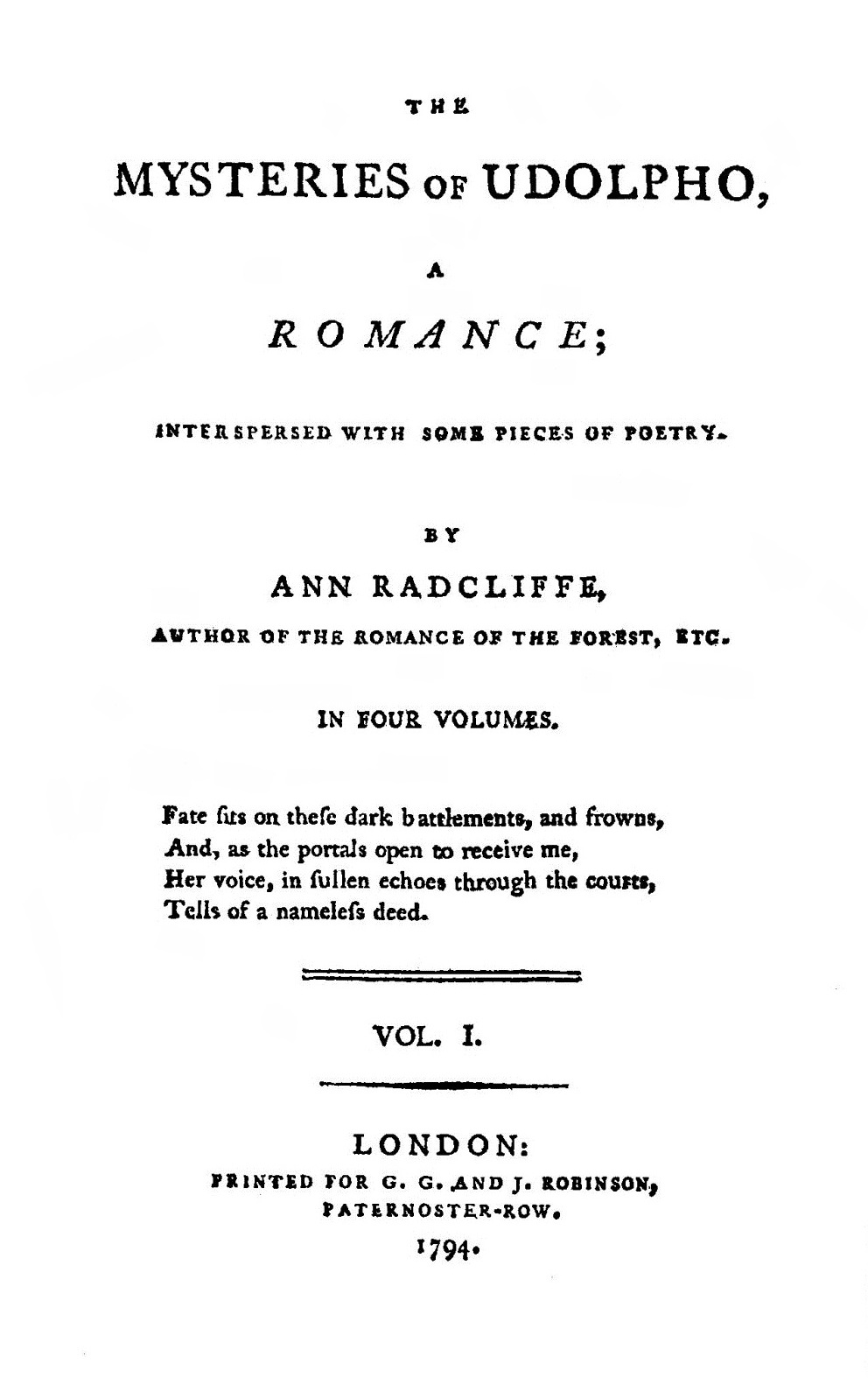
تمت ترجمة النص الإنجليزي إلى الفرنسية عام 1797 بواسطة تشاستيناي.

## اعمال محددة
وفقًا لموقع Worldcat.org، نُشرت مذكرات تشاستيناي، 1771-1815 باللغة الفرنسية في 24 طبعة بين عامي 1896 و1987 

### مترجم
- القرية المهجورة، مترجمة من القصيدة الإنجليزية لأوليفييه جولدسميث، باريس، Impr. بواسطة ريال، (1797)
- Les Mystères d'Udolphe، باريس، (1797)
- ذكريات سرية لتكون بمثابة قصة نهاية عهد لويس السادس عشر بقلم برتراند دي موليفيل (نُشر هذا الكتاب في الأصل باللغة الإنجليزية فقط)

### مؤلف
- تقويم النباتات أو دراسات الزهور من الطبيعة، باريس، مارادان، (1802) - (1803)
- من عبقرية الشعوب القديمة، أو الجدول التاريخي والأدبي لتطور الروح الإنسانية لدى الشعوب القديمة، من العصور المبكرة المعروفة إلى بداية العصر المسيحي، باريس، مارادان، (1808)
- الفرسان النورمانديون في إيطاليا وصقلية، واعتبارات عامة حول تاريخ الفروسية، وخاصة في فرنسا حول تاريخ فروسية فرنسا، باريس، مارادان، (1816)
- من آسيا أو اعتبارات دينية وفلسفية وأدبية عن آسيا، عمل مؤلف ومهدى للبارون سيلفستر دي ساسي، باريس، رينوارد-دوندي-دوبري، (1832)
- مذكرات مدام دي تشاستيناي، 1771-1815، باريس، ألفونس روزيروت، بلون، (1896)
- مذكرات، 1771-1815: ثورتان من أجل حياة واحدة، باريس، تالاندييه، (2009)